# Дирфис-Месапија
Дирфис-Месапија (грч. Δίρφυς-Μεσσαπία) општина је у Грчкој. По подацима из 2011. године број становника у општини је био 18.800.

## Становништво
| 2011.  |
| ------ |
| 18,800 |